# Graphania similis
Graphania similis är en fjärilsart som beskrevs av Alfred Philpott 1924. Graphania similis ingår i släktet Graphania och familjen nattflyn. Inga underarter finns listade i Catalogue of Life.